# Тумас Транстрьомер
Тумас Йоста Транстрьомер (1931 – 2015; на шведски: Tomas Gösta Tranströmer) е шведски поет, психолог и преводач.

## Творчество
Стихотворенията му са вдъхновени от дългите шведски зими, смяната на сезоните и осезаемата, изпълнена с настроение красота на природата. Творбите на Транстрьомер също така се отличават и с усещането за мистичност и чудесата, които крие ежедневието – характерна особеност, която често придава на стиховете му религиозно измерение. Описван е като „християнски поет“.
Транстрьомер има славата на един от най-значимите скандинавски писатели от Втората световна война насам. Критиците оценяват поетичното му творчество с неговата достъпност, включително и при превод. Поезията му е превеждана на повече от 60 езика.

## Признание и награди
Носител е на международната литературна награда „Нойщат“ за 1990 година и на Нобеловата награда за литература за 2011 година.